# Награда Раша Попов

Награда „Раша Попов” је културно признање које је установљено 2019. године од стране Удружење грађана „Раша Попов” из Мокрина. Награда се додељује за изузетан допринос у стваралаштву за децу у различитим уметничким и културним областима.
Циљ награде је да се истакну и подрже аутори који су својим делима дали највећи допринос унапређењу културног садржаја намењеног деци, те да се охрабри даљи развој квалитетног стваралаштва у различитим областима за децу. Добитници могу бити писци, илустратори, глумци, музичари, песници, новинари и други ствараоци чији уметнички и професионални рад има значајан утицај на децу и младе.
Свечана додела награде одржава се сваке године 26. јуна, на дан рођења Раше Попова, у Мокрину, у оквиру културне манифестације Дан Раше Попова.

## Добитници
| Година | Добитник                   |
| ------ | -------------------------- |
| 2019   | Љубивоје Ршумовић          |
| 2020   | Перо Зубац                 |
| 2021   | Миња Субота                |
| 2022   | Бранко Милићевић – Коцкица |
| 2023   | Слободан Станишић          |
| 2024   | Јован Јоца Адамов          |
| 2025   | Ратомир Рале Дамјановић    |